# 岩波書店
株式會社岩波書店是一家日本出版社，以學術研究及佛學書籍的出版起家。書店總部位於東京都千代田區，隔鄰是一橋出版集團（一ツ橋グループ）的小學館與集英社。公司標誌取材自法國畫家讓-弗朗索瓦·米勒（Jean-François Millet）的畫作《播種者》。
該書店以往的薪資水準為日本出版業界公認最高，但現在只與中堅水準的出版社相近。

## 歷史

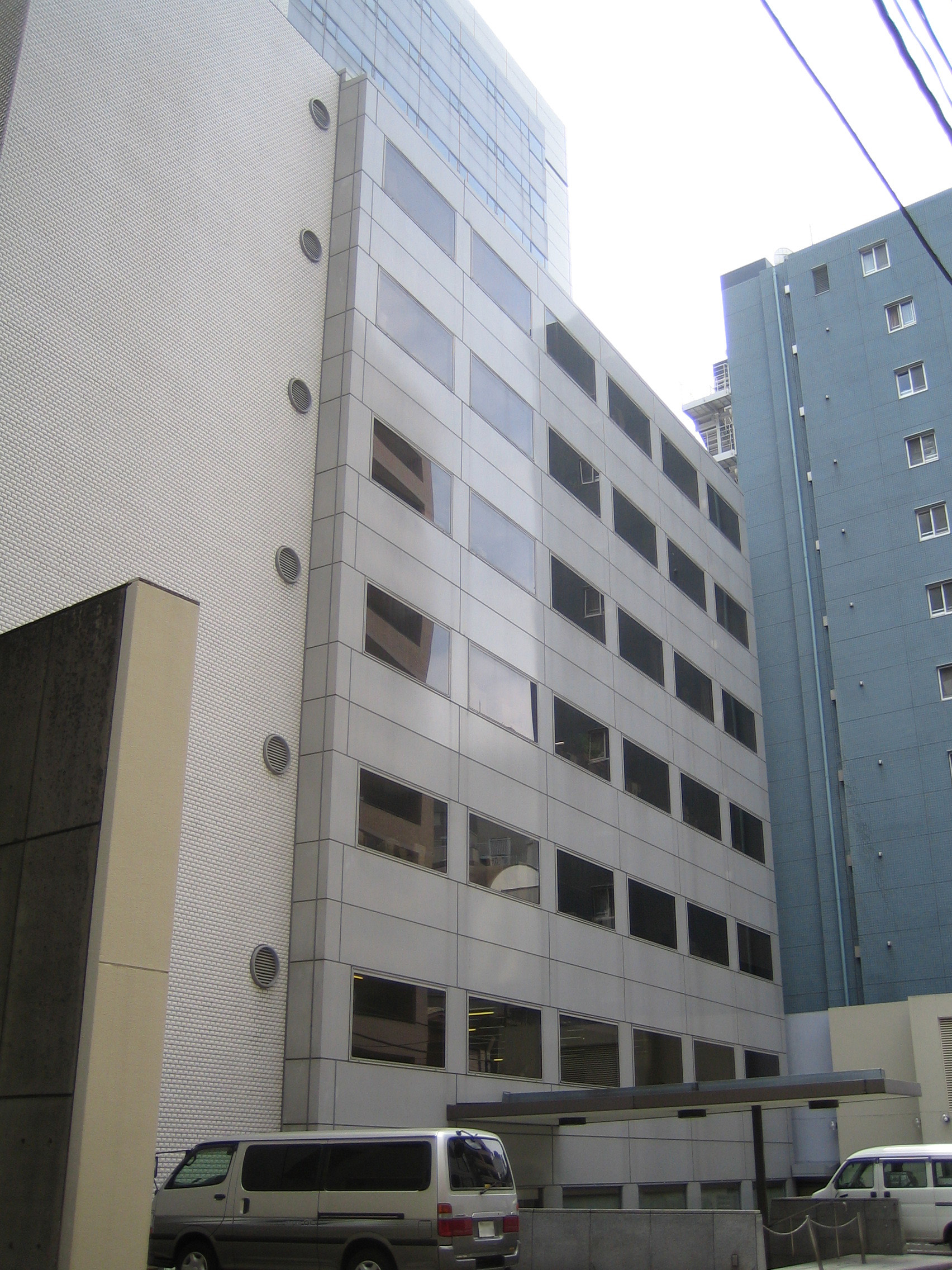
岩波書店總部

1913年8月5日，長野縣諏訪郡中洲村（今長野縣諏訪市中洲）農家出身的岩波茂雄在東京市神田區南神保町16番地（今東京都千代田區神田神保町）開了一家舊書店，命名為「岩波書店」，以橋口五葉繪製的《甕》（かめ）作為第一代商標。由於採用「公開標價販賣」（正札販売）方法，在當時很受注目。1914年9月，岩波書店刊行了夏目漱石的小說《心》，正式進軍出版業。1916年1月1日，岩波書店拍攝第一張紀念照片。在漱石身故之後，他們又刊行《夏目漱石全集》，獲得了飛躍性的發展。他們的招牌也是由漱石親自題字。
1920年2月5日，岩波書店購入位於東京都神田區今川小路的一棟三層樓建築物，營業部移至該地，兼作倉庫之用。1923年9月1日，日本發生關東大地震，岩波書店位於南神保町的總部（兼總店）、位於今川小路的營業部（兼倉庫）與位於有樂町的印刷廠遭大火燒毀，損失約80萬日圓，岩波書店店員22人、岩波家族8人全部平安。火災過後，岩波書店總部原地重建，門市部同時販售舊書與新書。
1929年10月9日，岩波書店編輯部遷移至位於一橋的原東京商科大學（1949年改制為一橋大學）建築物，為鋼筋混凝土結構，地上二層樓，總面積249.4坪；之後，頂樓加蓋第三層樓，辭典部、校正部遷入三樓。1933年12月10日，岩波書店以取自法國畫家讓-弗朗索瓦·米勒（Jean-François Millet）的繪畫作品《播種者》（種をまく人）為底稿，由兒島喜久雄加工作為第二代商標，由詩人兼雕刻家高村光太郎加工作為店章；岩波書店並首先將第二代商標使用於同日創刊的叢書《岩波全書》。1934年2月5日，岩波書店發行橋田邦彥《碧潭集》，首次將第二代商標使用於單行本。
1940年1月13日，內務省命令岩波書店報告津田左右吉著作的印刷及裝訂狀況。1940年1月21日，岩波茂雄被東京地方檢事局（今東京地方檢察廳）傳喚，從該日上午至下午17時30分訊問津田左右吉著作相關問題。1940年1月24日，警視廳命令岩波書店報告津田左右吉著作的庫存量。1940年1月31日，岩波書店向東京地方檢事局報告津田左右吉著作的庫存量。1940年2月3日，東京地方檢事局命令岩波書店提出津田左右吉著作相關問題始末報告書。1940年2月10日，岩波書店發行的津田左右吉著作《古事記及日本書紀之研究》（古事記及日本書紀の研究）被查禁、扣押。1940年2月12日，岩波書店發行的兩本津田左右吉著作《神代史研究》（神代史の研究）與《上代日本社會及思想》（上代日本の社会及思想）被查禁。1940年3月8日，津田左右吉與岩波茂雄被檢察官依《出版法》（明治26年4月14日法律第15號）第26條起訴，是為「津田事件」。1942年5月，津田左右吉被判禁錮3個月，岩波茂雄被判禁錮3個月，皆緩刑2年；津田左右吉提上訴。1944年，正在上訴中的該案由於時效已過，被裁定不起訴處分。
1945年9月，岩波茂雄因腦出血而病倒於岩波家族位於熱海市伊豆山的別墅「惜櫟莊」。1946年4月25日，岩波茂雄逝世，享年64歲，法號為「文猷院剛堂宗茂居士」。1949年4月25日，岩波書店改組為株式會社，其社長不再由岩波家族世襲。1990年8月，岩波書店拆除舊總部，原址改建為岩波書店總部大樓。

## 出版特色
岩波書店不只出版了大量的學術書籍，並且也出版了《岩波文庫》（1927年7月10日創刊）、《岩波全書》（1933年12月10日創刊）與《岩波新書》（1938年11月20日創刊）等叢書，對經典作品與學術研究的成果在日本社會中的普及有所貢獻，對文化的大眾化發揮了很大的影響。在第二次世界大戰以前，岩波書店是講座派（日本資本主義論戰的一個馬克思主義派別，與勞農派相對）的基地；在第二次世界大戰以後，岩波書店連續產出許多自由派思潮的書籍，與保守派思潮書籍的大型出版商文藝春秋一同被譽為日本出版業的雙璧。

## 贈書傳統
1937年，岩波茂雄曾有意向中國贈送岩波書店所有的出版物。但後來中日關係轉趨緊張，成為一個無法實現的構想。二戰結束後不久，岩波茂雄因病去世，但書店同仁按照他生前的遺志，於1947年1月至1948年3月間，贈書給中國的北京大學、武漢大學、中山大學、暨南大學及中央大學。雖然曾因中國內戰一度中斷，但戰後又重新繼續贈書。贈書對象調整為北京大學、中山大學、武漢大學、東北師大和國家圖書館 。這項贈書傳統一直延續至今，除了促進中日的文化交流外，也打開了兩國互贈圖書的良好風氣 。

## 販賣制度
岩波書店並不採取日本其他出版社習用的退書制度，而是讓書店直接將書買斷；並且因為售價當中出版社取得的比例較高，書店通路很難自己決定降價促銷，如果成為庫存之後就很難處理掉；因而書店中的岩波新書常常被放在角落，長期光照之下變色。而許多小規模的書店根本不跟岩波書店往來。跟岩波書店大量往來的歷史悠久出版中盤商鈴木書店甚至因此破產，這在日本出版業界中廣為人知。

### 雜誌出版
- 世界 - 言論雜誌。
- 科學 - 自然科學雜誌。
- 思想 - 人文科學與社會科學的雜誌。
- 文學 - 文學雜誌。
- 圖書 - 新書介紹與散文。有些書店會將此雜誌免費發給顧客。岩波書店將此雜誌形容為「讀書家的雜誌」。

### 叢書
- 岩波文庫 1927年7月10日創刊
- 岩波新書 1938年創刊
- 岩波現代文庫
- 岩波少年文庫（兒童文學叢書）
- 岩波Junior（ジュニア）新書（以中小學生為對象的叢書）
- 同時代Library（已停刊）
- 岩波Active（アクティブ）新書（2002年1月 - 2004年12月停刊）
- 岩波Booklet（ブックレット）

### 綜合辭典
- 廣辭苑
- 岩波西洋人名辞典

### 著名出版品
- 《心》，夏目漱石（岩波文庫）。
- 《武士道》，新渡戶稻造（岩波文庫）。
- 《日本的思想》，丸山真男（岩波新書藍色版）。
- 《日本語練習帳》，大野晉（岩波新書）。
- 《地海傳說》，勒瑰恩。

## 資料來源
1. ↑  陳衛平. . 北京青年報. 2009-07-27  [2011-10-16].[永久]
2. ↑  顧犇、張豔霞. . 交流通訊. 2006年12月  [2011-10-16].[永久]

## 外部連結
- （日語）岩波書店官方網頁 （页面存档备份，存于）
- （日語）從照片看岩波書店 （页面存档备份，存于）（岩波書店創業90周年紀念網頁）